# Index (personaggio)
Index (インデックス?, Indekkusu), conosciuta anche con il suo nome completo "Index Librorum prohibitorum" (lett. "Indice dei libri proibiti"), è una dei protagonisti della serie di light novel e dei relativi media derivati di A Certain Magical Index.

## Il personaggio
Index è una giovane suora di Necessarius (必要悪の教会?, Hitsuyōaku kyokai no, lett. "Chiesa del male necessario"), un ramo della Chiesa Anglicana d'Inghilterra. Index è piccola di statura e ha una corporatura graziosa. Ha circa 12 o 13 anni con i capelli di un colore argento-blu, la pelle molto bianca e grandi occhi verdi. Indossa inoltre un abito bianco con ricami d'oro cucito su ogni lato di essa, la Chiesa Ambulante, che impedisce qualsiasi lesione su di lei, anche se Touma, al loro primo incontro, la distrugge quando la tocca con la mano destra, ed è per questo che attualmente la sua uniforme è cucita con perni d'oro. Nella sua mente sono stati impiantati i 103.000 Grimori della Index Librorum prohibitorum, in quanto lei possiede una memoria fotografica che le permette di ricordare ogni momento della sua vita, il che rende incerto il fatto se lei sia veramente umana, perché ricordare un solo Grimorio è velenoso per la mente ed è più che sufficiente per uccidere una persona senza il corretto preparativo.
Il suo nome magico è "Dedicatus545", che, a detta di Index stessa, significa "L'agnello devoto che protegge la Conoscenza dei forti" (献身的な子羊は強者の知識を守る?, Kenshinteki na Kohitsuji wa Kyōsha non Chishiki o Mamoru). La Chiesa dice che i grimori occupano l'85% della sua mente, cosicché lei ha solo il 15% di spazio di memoria disponibile da utilizzare nelle attività quotidiane, che le permette di vivere normalmente per poco meno di un anno. Tuttavia, tutto questo si rivela essere una bugia.Touma comincia a mettere in discussione tale affermazione quando viene a sapere dalla sua maestra Komoe che la mente umana è in grado di memorizzare un numero illimitato di ricordi. Si scopre che questo è stato fatto di proposito dalla Chiesa per impedire che Index potesse diffondere accidentalmente o volutamente i Grimori ad amici e conoscenti e anche per rendere più difficile il loro accesso. Per questo ogni anno la Chiesa Anglicana mandava due subalterni per eseguire una "manutenzione" che consisteva nel cancellare il 15% della memoria di Index, ma dopo l'intervento di Touma tale magia viene annullata.
Lei è spesso esaltata da una serie di cose ed è un po' 'ignorante e curiosa della moderna tecnologia. Lei di solito è gentile ed educata con le persone e ha una natura gentile, ma è anche facilmente irritabile soprattutto da Toma, che di solito finisce facendola impazzire in qualche modo, come conseguenza della sua sfortuna, che si conclude con lei che lo morde. Inoltre ha un grande appetito e usa qualsiasi scusa per procurarsi il cibo da nessuno e piace guardare un anime chiamato Magico Kanamin Powered. Ha forti sentimenti verso Toma e ha persino confessato il suo amore sentite Toma perso i suoi ricordi per lei, ma evitò di rispondere cambiando il tema del discorso dal momento che non ha idea su che tipo di sentimenti era solito avere con Indice.
Quando torna in Inghilterra, è ricercato da Fiamma che vuole la sua conoscenza e riattiva la modalità penna di John con la sua voce telecomando spirituale. Più tardi durante il suo soggiorno presso la sede Necessarius al Duomo di San Giorgio, scopre l'amara verità di Toma quando Fiamma le rivela che Toma ha mentito circa i suoi ricordi, che la manda su tutte le furie e cresce angelico "Wings Crimson" e angoli Stiyl con facilità che cerca di trattenerlo semplicemente sbattendo le ali. Lei ha anche mostrato l'abilità di evocare armi leggendarie e manufatti per attaccare, come la "spada di Freyr", la spada magica del Dio Raccolto dalla mitologia norrena. Dopo aver sconfitto Fiamma, la mente libera Toma Index dal controllo Fiamma e promette loro di incontrarsi di nuovo. Alla fine del volume 22, si ritorna a San Giorgio Cattedrale con Stiyl per imparare cosa è successo a Toma.
A New volumi Testamento 1, acceleratore vede brevemente tra la folla, e si accorge che lei non sembra essere la sua al solito allegro.

## Storia

### InA Certain Magical Index
Index appare sopra il balcone dell'appartamento di Tōma, che incontra casualmente. A lui rivela di essere una suora e una maga che possiede 103.000 libri magici proibiti chiamati Grimori e di essere seguita da maghi malvagi. A causa della sua insistenza per convincere Tōma dell'esistenza della magia, questi distrugge accidentalmente la sua veste, e lo studente è costretto ad effettuare le riparazioni della sua veste. Tōma la lascia poi per recarsi a scuola, permettendole di rimanere nel suo appartamento. Index declina la sua offerta, tuttavia, in quanto metterebbe in pericolo anche lui. Al ritorno di Tōma da scuola, Index è fuori dal suo appartamento gravemente ferita, e uno dei maghi della Chiesa di Necesarius, Stiyl Magnus, appare.
Tōma affronta Stiyl e riesce a proteggersi da tutti gli incantesimi del mago con il suo Imagine Breaker, tranne Innocentius, un essere fatto di fuoco che la sua abilità non può dissipare così facilmente perché presenta una temperatura molto elevata. Index, in Modalità Penna di Giovanni, gli consiglia di distruggere le rune che permettono di utilizzare Innocentius e Tōma sfrutta ingegnosamente il sistema antincendio del palazzo per lavare l'inchiostro delle rune di Stiyl, il che gli permette di dissipare facilmente Innocentius e di colpire Stiyl.
Tōma lascia Index con la sua insegnante Komoe Tsukuyomi, in quanto non esper e unica persona che lui conosca e che possa usare la magia. Index riesce a guarire le sue ferite con l'aiuto di Komoe. Giorni dopo, Index rivela a Tōma che ricorda nulla dell'anno precedente a quando è venuta in Giappone ed inizia a parlare di un argomento che le permette di scappare. Nel frattempo, mentre la cerca Tōma incontra Kanzaki Kaori, complice di Stiyl, con la quale è costretto a scontrarsi, ma ne esce sconfitto. Quindi lui esige una spiegazione su quanto lei e Stiyl vogliano fare a Index. Kaori rivela a Tōma che lei e Stiyl devono cancellare i ricordi di Index i suoi ricordi temporanei: infatti lei possiede la capacità di memorizzare qualunque particolare riesca a vedere o sentire, in altre parole la Memorizzazione Perfetta, e ciò compromette la sua esistenza in quanto lei ha già memorizzati nella mente i 103.000 grimori. Dallo scontro passano tre giorni e il tempo in cui i ricordi di Index devono essere cancellati è arrivato. Stiyl e Kaori danno a Tōma il tempo di dire addio a Index. Tuttavia, Tōma si prende del tempo per indagare, scoprendo che la Chiesa Inglese stava mentendo a Stiyl e Kaori sulla memoria di Index, in quanto il cervello umano può riuscire ad archiviare almeno 140 anni di ricordi e non uno solo. Tōma scopre anche l'incantesimo che delimita la sopravvivenza di Index, creato per evitare che lei rivelasse i Grimori a qualche umano. Index è poi costretta ad entrare in modalità Penna di Giovanni a causa dell'incantesimo e ciò attiva il Santuario di San Giorgio, un insieme di piume che possono distruggere parte dei ricordi di chi colpiscono. Kaori e Stiyl aiutano Tōma a fermare Index, la quale usa l'attacco Soffio del Drago che, deviato dai tre, distrugge un satellite nello spazio. Tōma dissipa con successo l'incantesimo da Index, ma perde i suoi ricordi in quanto una piuma del Santuario di S. Giorgio lo tocca sulla testa per proteggere Index. Dopo una notte di recupero in un ospedale, Tōma racconta una bugia a Index sullo stato dei suoi ricordi e racconta al medico, che ha una faccia che ricorda quella di una rana, che lo ha curato che anche se i suoi ricordi sono spariti dalla sua mente, sono ancora nel suo cuore.
Index viene rapita da Aureolus Izzard che, dopo tre anni di ricerche, ha trovato un modo per salvarla dall'incantesimo della Chiesa Inglese che blocca la sua memoria. Egli infatti tre anni prima ha conosciuto Index e ne è stato il suo protettore (l'anno prima Stiyl e, ora, Tōma). Tuttavia scopre che è tutto inutile in quanto Tōma ha già annullato l'incantesimo con l'Imagine Breaker.
Irato, Izzard combatte contro Tōma e Stiyl che, con Himegami Aisa, riescono a sconfiggerlo.

### In altri media
All'interno dello spin-off To aru kagaku no railgun, Index fa una brevissima apparizione solamente nell'anime nell'episodio 18, quando una macchina per le pulizie le porta via ciò che stava mangiando e il membro di Anti-Skill Tessō Tsuzuri tenta di impedirle di prendere a morsi la macchina. Appare poi di sfuggita anche nella seconda opening, intenta a inseguire qualcosa, e nell'episodio 19, intenta a mangiare al buffet offerto nella giornata dell'apertura per le visite dei propri dormitori dalla scuola media Tokiwadai.

## Abilità
Quando è attaccata da estranei o ferita, il suo sistema di auto-protezione, la Penna di Giovanni (自动书记, ヨハネのペン?, Jido shoki, lett. "Scrittura automatica"), sarà attivato per consentirle di usare la magia per lanciare attacchi ad alta classe magica come il Santuario di San Giorgio (聖ジョージの聖域, セントじょーじのせいいき?, Sei Joji no seiki) e Respiro di drago (竜王の殺息, ドラゴン ブレス?, Ryuo non Iki Satsu). Il suo sistema di autoprotezione utilizzerà allora le Piume della Luce (光の羽?, Hikari no hane) per forzare un reset sulla propria memoria. Tali piume hanno infatti la capacità di cancellare la memoria di una persona.
Anche se lei non sa di avere poteri magici, può facilmente identificare i tipi di magia a prima vista o se solo descritti sa perfettamente come affrontarli. La sua vasta conoscenza della Index-Librorum prohibitorum all'interno della sua mente la rende uno dei personaggi più potenti finora apparsi nella serie e diventa molto utile per i suoi amici in diverse situazioni. Sa utilizzare inoltre anche le seguenti tecniche:
- Spell Intercept (强制 咏唱, スペル インターセプト?, Kyosei eisho, lett. "Forza Chant"): essa consente di interferire con la riuscita degli incantesimi dell'avversario. Utilizzata per la prima volta contro Ellis, il golem controllato da Sherry Cromwell.
- Sheol Fear (魔滅の声, シェオールフィア?, Mametsu no koe, "Voce della distruzione dell'Inferno)